# 直示的定義
直示的定義（ちょくじてきていぎ、英：Ostensive definition）とは、実例を示して言葉の意味を伝える方法。定義の方法のひとつ。
すなわち「あれが月です」と言って月を指差す、「これが赤色だよ」といいながら赤いものを指差す、「スキップするって、こういうこと」と言いながら実際にスキップしてみるなどのことをさす。
一般に定義は、言葉を使って言葉の説明を行うものだが、直示的定義はそうした形での言語への依存度が小さい（これが皆無であるかどうかについては議論が集まる）。
そのため子供に言葉の意味を教える場合や、語彙をほとんど持たない外国人へ言葉の意味を教える場合、また直示以外の方法で言葉の意味を伝えるのが難しい場合（例えば赤色がどんな色かを教える場合など）などの場合に、特に重要な意味の伝達方法となる。

## 関連文献
日本語のオープンアクセス文献
- 尾形 まり花 「直示的定義と私的言語論」 千葉大学人文社会科学研究 Vol.14, pp.33-43 (2007)